# Willem Hendrik Teding van Berkhout
Willem Hendrik Teding van Berkhout (Delft, 7 januari 1745 - aldaar, 4 juni 1809) was een Nederlands politicus.

## Leven en werk
Hij was een zoon van Jan Teding van Berkhout en Cornelia Hillegonda van Schuylenburch. Van 1763 tot 1767 studeerde hij Romeins en hedendaags recht in Leiden. Hij promoveerde op de dissertatie "de iure viae publicae". Op 18 oktober 1768 trouwde hij in Haamstede met Maria Agatha van Kretschmar met wie hij 11 kinderen kreeg. Zij bezaten het buiten Pasgeld. Na haar overlijden in 1798 hertrouwde Teding van Berkhout op 17 maart 1800 in Delft met Sophie Guillaumine Aillaud uit welk huwelijk een zoon werd geboren.
Teding van Berkhout behoorde tot de patriotten. Na de omwenteling van 1795 werd hij door Delft afgevaardigd naar de Vergadering van Provisionele Representanten van het Volk van Holland en op 5 februari 1796 gekozen tot lid van de Nationale Vergadering en van 24 juli tot 7 augustus 1797 was hij voorzitter daarvan. In 1808 werd hij burgemeester van Delft, een functie die vóór hem ook door zijn vader en zijn oudoom Paulus Teding van Berkhout was vervuld. Naar dit drietal samen is in Delft de Teding van Berkhoutlaan vernoemd.
Een van zijn dagboeken is met een uitvoerige inleiding onder de titel 'Dagboek van een patriot, Journaal van Willem Hendrik Teding van Berkhout' in 1982 uitgegeven door Leonard de Gou.